# Manon Lescaut (Puccini)
Manon Lescaut is een tussen 1889 en 1893 gecomponeerde opera of een lyrisch drama in vier bedrijven van de componist Giacomo Puccini. Deze derde opera bezorgde Puccini eeuwige roem.

## Toelichting

### Algemeen
Manon Lescaut is de derde opera van Puccini en de eerste die hem internationale faam zou brengen. Het was ook een commercieel succes zodat de componist geen geldzorgen meer had.
De themakeuze was niet zonder risico. Jules Massenets opera Manon had al sinds 1884 een groot succes. 28 jaar eerder schreef de Franse componist Daniel-François-Esprit Auber ook al een opera rond dit verhaal, echter zonder veel succes. Giulio Ricordi, Puccini's uitgever en toeverlaat trachtte hem tevergeefs ervan te weerhouden om met hetzelfde verhaal een opera te componeren. Puccini antwoordde met de boutade: Een vrouw als Manon kan meer dan een minnaar hebben. Puccini kende Massenets werk in elk geval van de pianobewerking ervan. Massenet benadert het gegeven als een Fransman, met het accent op gepoederde pruiken en menuetten; ik zal het benaderen als een Italiaan, met vertwijfeling en passie, zei hij over zijn stellingname. Muzikaal gezien is Puccini's Manon Lescaut van hoge kwaliteit met verschillende beroemde aria's.
De première vond plaats op 1 februari 1893 in het Teatro Regio, Turijn. De opera duurt ongeveer 3 uur en speelt zich af in Frankrijk en Noord-Amerika, in de tweede helft van de 18e eeuw onder de regering van Louis XV. De tenor Jonas Kaufmann, de sopraan Kristine Opolais en de regisseur Jonathan Kent geven aan Puccini's opera een originele interpretatie.

### Libretto

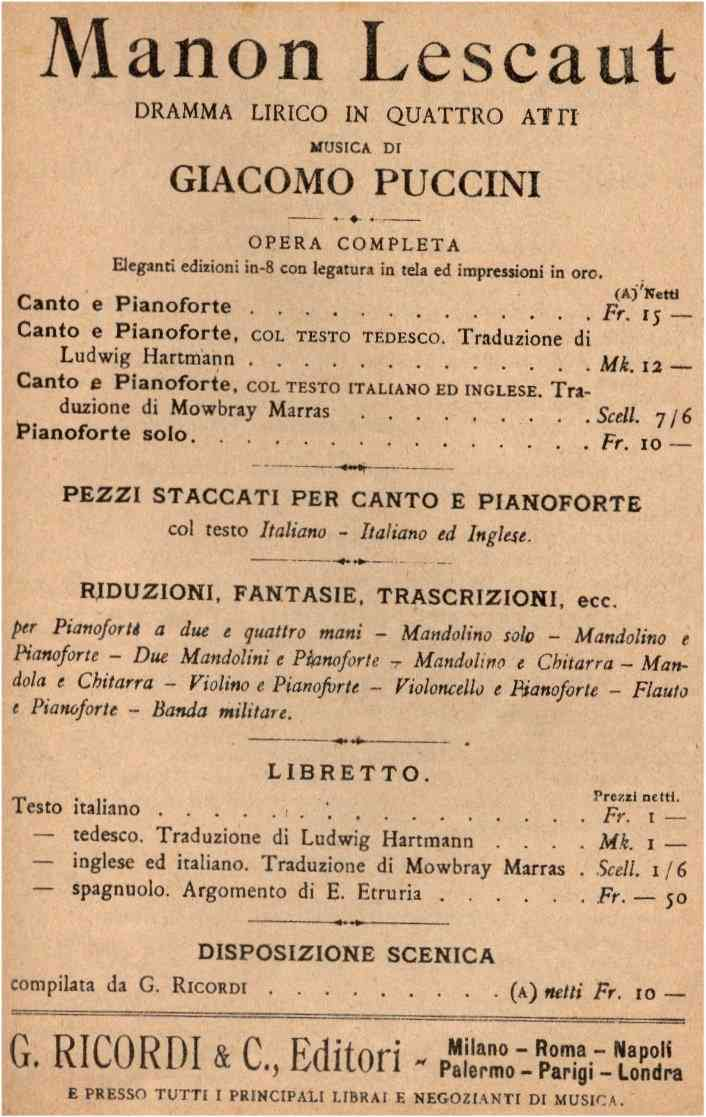
Advertentie van het libretto, 1917

Aan het libretto dat een bewogen ontstaansgeschiedenis kende, is gewerkt door zeven verschillende auteurs: Ruggiero Leoncavallo, Marco Praga, Giuseppe Giacosa, Domenico Oliva, Luigi Illica, Giulio Ricordi, Giuseppe Adami en de componist zelf.

Het libretto is gebaseerd op de roman L’Histoire du chevalier des Grieux et de Manon Lescaut van Abbé Prévost dat in 1731 werd gepubliceerd. Het is het zevende en laatste deel van de Mémoires et aventures d'un homme de qualité.
Puccini kon niet uit de voeten met de plot en liet de tweede oorspronkelijke akte weg wat een begrip van de verhaallijn niet ten goede komt. Daarbij wilde hij voor de slotakte een meer dramatische situatie. Volgens sommigen lijdt de kwaliteit van het werk hieronder. Men opperde de mening dat de opera als een studiewerk weggezet kan worden, ter voorbereiding van zijn betere opera's. Het bewust weglaten van de tweede akte toont Puccini's dramatisch concept dat anders is dan een toneelschrijver die eerder chronologisch de scènes ordent. In Puccini's visie kunnen scènes schijnbaar los van elkaar staan waarbij de toeschouwer zelf de verbindingen moet leggen met behulp van de muziek. Door het toepassen van een filmisch concept was Puccini zijn tijd vooruit.

## Rolverdeling
- Manon Lescaut - sopraan
- Lescaut, Manons broer, sergeant bij de koninklijke garde - bariton
- Cavaliere des Grieux, student - tenor
- Géronte de Ravoir, thesaurier-generaal - bas
- Edmondo, student - tenor
- De waard - bas
- Een muzikant - mezzosopraan
- Een balletleraar - tenor
- De lantaarnopsteker - tenor
- Een sergeant van de boogschutters - bariton
- De commandant van de marine - bas

## Synopsis

### Eerste bedrijf met alsscène: een plein in het 18e-eeuwse Amiens
Op het plein voor het postkantoor in Amiens wacht een groep op de komst van de postkoets. Onder de wachtenden is ook de student Edmondo en de cavalier Des Grieux. In de koets zitten Manon, haar broer Lescaut en thesaurier-generaal Géronte de Ravoir.
De koets arriveert en de mannen gaan het postkantoor binnen. Manon, die achterblijft, raakt aan de praat met Des Grieux en vertelt hem dat ze onderweg is naar het klooster op de uitdrukkelijke wens van haar vader. Des Grieux wordt op slag verliefd op haar. Edmondo ontdekt ondertussen dat Géronte de Ravoir, die ook wel wat in Manon ziet, haar wil ontvoeren. Edmondo waarschuwt de twee geliefden. Terwijl studenten Manons broer en de Ravoir bezighouden met een kaartspel, vluchten Manon en Des Grieux met De Ravoirs rijtuig, dat De Ravoir bij de waard geregeld had voor zijn ontvoering. Lescaut verzekert De Ravoir dat Manon de armoede snel beu zal zijn en daarna over te halen is om voor de luxe van De Ravoir te kiezen.

### Tweede bedrijf met als scène: overdadig ingerichte suite van Gérontes huis in Parijs

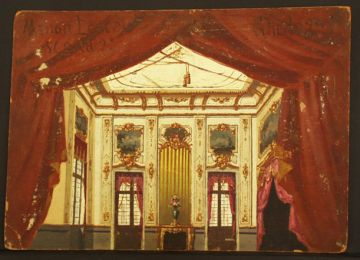
Theaterscène voor het tweede bedrijf van de eerste voorstelling door Ugo Gheduzzi

Manon heeft Des Grieux inderdaad verlaten. Zij heeft hem ingewisseld voor De Ravoir, die, in tegenstelling tot Des Grieux, wél de luxe kon bieden waarnaar zij verlangde. Als haar broer Lescaut bij haar langs komt vertelt ze hem dat ze zich alweer verveelt en terugverlangt naar de liefde van Des Grieux. Haar broer vertelt haar dat deze nog steeds van haar houdt, aan het gokken is geslagen in de hoop haar terug te winnen met de winsten die hij daarmee wil verkrijgen.
Lescaut gaat op zoek naar Des Grieux en stuurt deze naar Manon. Ze worden verrast door de Ravoir. Des Grieux vraagt Manon nu snel met hem te vertrekken, maar zij aarzelt. Zij wil eerst haar juwelen bij elkaar zoeken. Terwijl ze dit doet, vallen de soldaten, gewaarschuwd door de Ravoir, binnen en arresteren haar onder beschuldiging van diefstal. Des Grieux blijft wanhopig achter.

### Derde bedrijf met als scène: een plaats in de haven van Le Havre bij dageraad

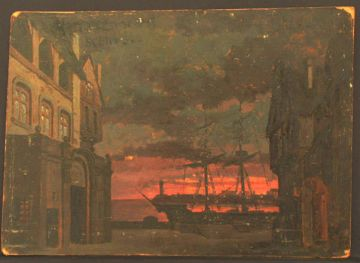
Theaterscène voor het derde bedrijf van de eerste voorstelling door Ugo Gheduzzi

Manon wordt veroordeeld en verbannen naar Louisiana in Nieuw-Frankrijk. Des Grieux probeert tevergeefs haar bewakers om te kopen. Een langslopende lantaarnopsteker doet zijn werk en zingt een ballade. Wanneer de gevangenen worden ingescheept om naar Amerika te vertrekken, smeekt Des Grieux de kapitein hem mee te nemen. Bewogen door zijn verdriet stemt deze daarin toe.

### Vierde bedrijf: een weidse vlakte aan de grens van New Orleans
Des Grieux is met Manon op de vlucht. Om Manons honger naar luxe te stillen is hij in New Orleans in een misdaad verwikkeld geraakt. Manon is ziek geworden en zakt uitgeput in elkaar. Des Grieux gaat op zoek naar water. Als hij onverrichter zake terugkeert verklaart zij nog eenmaal haar liefde voor hem om vervolgens in zijn armen te sterven.

## Beroemde delen van de opera (met vrije Nederlandse vertaling)
- Aria van Des Grieux: Donna non vidi mai simile a questa (eerste bedrijf) (Nooit zag ik een vrouw als zij)
- Aria van Manon: In quelle trine morbide (tweede bedrijf) (in deze zachte zijden lakens)
- Duet van Manon en Des Grieux: Oh, sarò la più bella (tweede bedrijf)
- Orchestraal intermezzo tussen het tweede en het derde bedrijf
- Aria van Des Grieux: No! Pazzo son! (derde bedrijf) (Neen! Ik ben gek!)
- Aria van Manon: Sola, perduta, abbandonata (vierde bedrijf) (alleen, verloren en verlaten)

## Wetenswaardig
De beroemde diva Maria Callas heeft Manon Lescaut nooit live in het theater gezongen, maar er zijn verschillende keren studio-opnamen van haar op cd uitgebracht.

## Geselecteerde opnamen
| Jaar | Rolverdeling (Manon Lescaut, Des Grieux, Lescaut)    | Dirigent, operagezelschap en orkest                                                     | Label                                          |
| ---- | ---------------------------------------------------- | --------------------------------------------------------------------------------------- | ---------------------------------------------- |
| 1954 | Licia Albanese, Jussi Björling, Robert Merrill       | Jonel Perlea, koor en orkest van de Opera Roma                                          | Audio-cd: RCA Victor Cat: 60573-2-RG           |
| 1957 | Maria Callas, Giuseppe di Stefano, Giulio Fioravanti | Tullio Serafin, koor en orkest van het Teatro alla Scala                                | Audio-cd: EMI Cat: CDS5 56301 2 (Mono)         |
| 1980 | Renata Scotto, Plácido Domingo, Pablo Elvira         | James Levine, koor en orkest van de Metropolitan Opera                                  | Dvd: Deutsche Grammophon Cat: 00440 073 4241   |
| 1984 | Kiri Te Kanawa, Plácido Domingo, Thomas Allen        | Giuseppe Sinopoli, koor en orkest van het Royal Opera House Covent Garden (film)        | Dvd: Kultur Video ASIN: B00008DDRL             |
| 1984 | Mirella Freni, Plácido Domingo, Renato Bruson        | Giuseppe Sinopoli, Philharmonia Orchestra, koor van het Royal Opera House Covent Garden | Audio-cd: Deutsche Grammophon Cat: 413 893-2 2 |
| 1993 | Mirella Freni, Luciano Pavarotti, Dwayne Croft       | James Levine, koor en orkest van de Metropolitan Opera                                  | Audio-cd: Decca Records Cat: 440 200-2         |
| 1998 | Maria Guleghina, José Cura, Lucio Gallo              | Riccardo Muti, koor en orkest van het Teatro alla Scala                                 | Audio-cd: Deutsche Grammophon Cat: 463 186-2   |
| 2014 | Kristine Opolais, Jonas Kaufmann,                    | Antonio Pappano, orkest van het Royal Opera House                                       | Dvd: Sony Classical                            |

Noot: "Cat:" is een afkorting voor catalogusnummer van het label; "ASIN" is een referentienummer van amazon.com.